# مارلين كوزاك
مارلين كوزاك (بالإنجليزية: Marilyn Kozak)‏ هي عالمة كيمياء حيوية أمريكية، ولدت في 8 يوليو 1943 في آكرون في الولايات المتحدة.